# Renault 3
El Renault 3 es un automóvil de bajo costo producido por el fabricante francés Renault entre los años 1961 y 1962. Fue diseñado como un prototipo del Renault 4, la mayor diferencia entre ambos vehículos es la potencia del motor. El motor del R-3 es de 603 cc y menor potencia que la del R-4.
Las ventas del Renault 3 fueron muy escasas. Esto se debe a que el Renault 4, vehículo de las mismas características y con un motor más potente de 747 cc, tan solo valía un 4% más. Dada la similitud entre los componentes del Renault 4 y del Renault 3 los costes de producción apenas variaron de un vehículo a otro.
Este vehículo conllevó la audacia de diseñar un vehículo con una filosofía diametralmente opuesta a la hasta entonces seguida por la firma francesa. Se trataba de un vehículo dotado de mecánica pionera en Renault, con tracción delantera, suspensión de barras de torsión, y un motor refrigerado por un sistema de circuito cerrado con vaso de expansión. Todo ello comportaba un diseño de carácter funcional muy diferente al de los Renault 4CV y los Renault Dauphine que a la sazón imperaban en la marca.
Inicialmente tanto el R-3 como el R-4 no contaban con la tercera ventana en la parte trasera, pero posteriormente se le añadió al R-4, convirtiéndolo en otra diferencia entre los dos coches. Los parachoques, la parrilla y el salpicadero se pintaban del mismo color que la carrocería, que podía ser blanca o gris. La calidad de esta era bastante mala porque durante su fabricación no se utilizaba el cromo.
Cuando fue retirado del mercado en octubre de 1962 también fue suprimida la primera versión del R-4. Desde 1963 hasta su supresión en el año 1992 todas las versiones del Renault 4 incluyeron tercera ventana.